# ヴァッレ・アウレーリア駅 (ローマ地下鉄)
ヴァッレ・アウレーリア (Valle Aurelia)はローマ地下鉄のA線にある駅の一つで、アンジェロ・エーモ通り (via Angelo Emo) とバルド・デリ・ウバルディ通り (via Baldo degli Ubaldi)の間の地下駅である。1999年に開業した。
この駅はトンネルが二段重ねで、その結果プラットホーム間はエスカレーターで連絡されている。
また、ローマ近郊鉄道FL3線の同名の駅の下にある。

## 周辺
- Parco di Monte Ciocci

## 施設
駅には以下の施設がある:
- 乗替え用駐車場126台分
- 障害者を運ぶ要員
- エレベーター
- エスカレーター